# 大久保忠鎮
大久保 忠鎮（おおくぼ ただしげ、寛永15年（1638年） - 正徳元年9月20日（1711年10月31日））は、江戸幕府の旗本。幕府目付。通称は権左衛門（ごんざえもん）。浅野長矩の刃傷の際に吉良義央への取調べにあたり、また長矩の切腹の副検死役をつとめた。

## 生涯
大身旗本の大久保忠貞（豊前守、5000石）の四男として生まれる。家督は長兄忠重が継いだため、別家を興した。明暦3年（1657年）6月25日はじめて将軍徳川家綱に拝謁。万治2年（1659年）7月11日書院番に列した。寛文元年（1661年）12月12日に切米300俵を支給され、寛文9年（1669年）閏10月18日勤務が精勤であるため黄金2枚を受けた。しかし40年近く書院番からの出世はなく、元禄10年（1697年）9月15日になってようやく目付に就任した。12月18日に布衣（六位相当になったことを意味する）の着用を許された。22日に200表を加増され、さらに28日には切米を所領に改められて、上野国群馬郡、緑野郡、多胡郡において都合500石を領した。元禄13年（1700年）3月15日には徳川家光の五十回忌の式典に出席するために日光山へ赴いた。
元禄14年（1701年）3月14日、播磨赤穂藩主の浅野長矩が江戸城内にて高家吉良義央に刃傷に及んだ。この際に忠鎮は、久留正清とともに目付として吉良義央の取調べにあたった。しかし義央は「拙者は何の恨みを受ける覚えもありません。まったくもって内匠頭が乱心したとしか思えません。またこの老齢ですから、何を恨まれたのかいちいち覚えておりません」と答えている。結局、将軍徳川綱吉の即断により長矩は即日切腹に処され、義央には何のお咎めもなかった。その後、大目付の庄田安利が長矩の切腹の検死役正使となり、忠鎮と目付の多門重共が副検死役となり、長矩を預かっている陸奥国一関藩主田村建顕の屋敷へ派遣された。切腹に当たって庄田が大名の切腹の場にふさわしくない庭先でやらせようとしたのに対して、忠鎮と多門はその処置に抗議。しかし庄田は激怒して取り合わなかったことが『多門筆記』に記されている。結局、長矩は庭先で切腹させられた。
元禄15年（1702年）6月3日には出羽国庄内藩主酒井忠真に預けられていた本多政利の家臣久林八大夫と清水源左衛門の取調べを命じられて庄内に赴いた。しかしこの時の取調べが怠慢であったとして逼塞を命じられ、12月24日には許されたものの目付職は取り上げられて小普請（無役の小旗本）にされた。また将軍拝謁も禁止されたが、元禄16年（1703年）4月25日に将軍拝謁は許された。また同様に、長矩切腹をめぐり忠鎮と共に庄田と対立した多門重共も、やはり宝永元年（1704年）に務めが良くなかったとされて処罰を受けている。
正徳元年（1711年）9月20日に死去。享年74。本妙寺に葬られた。法名は日休。家督は長男の忠興が継いだ。